# 村木砦の戦い

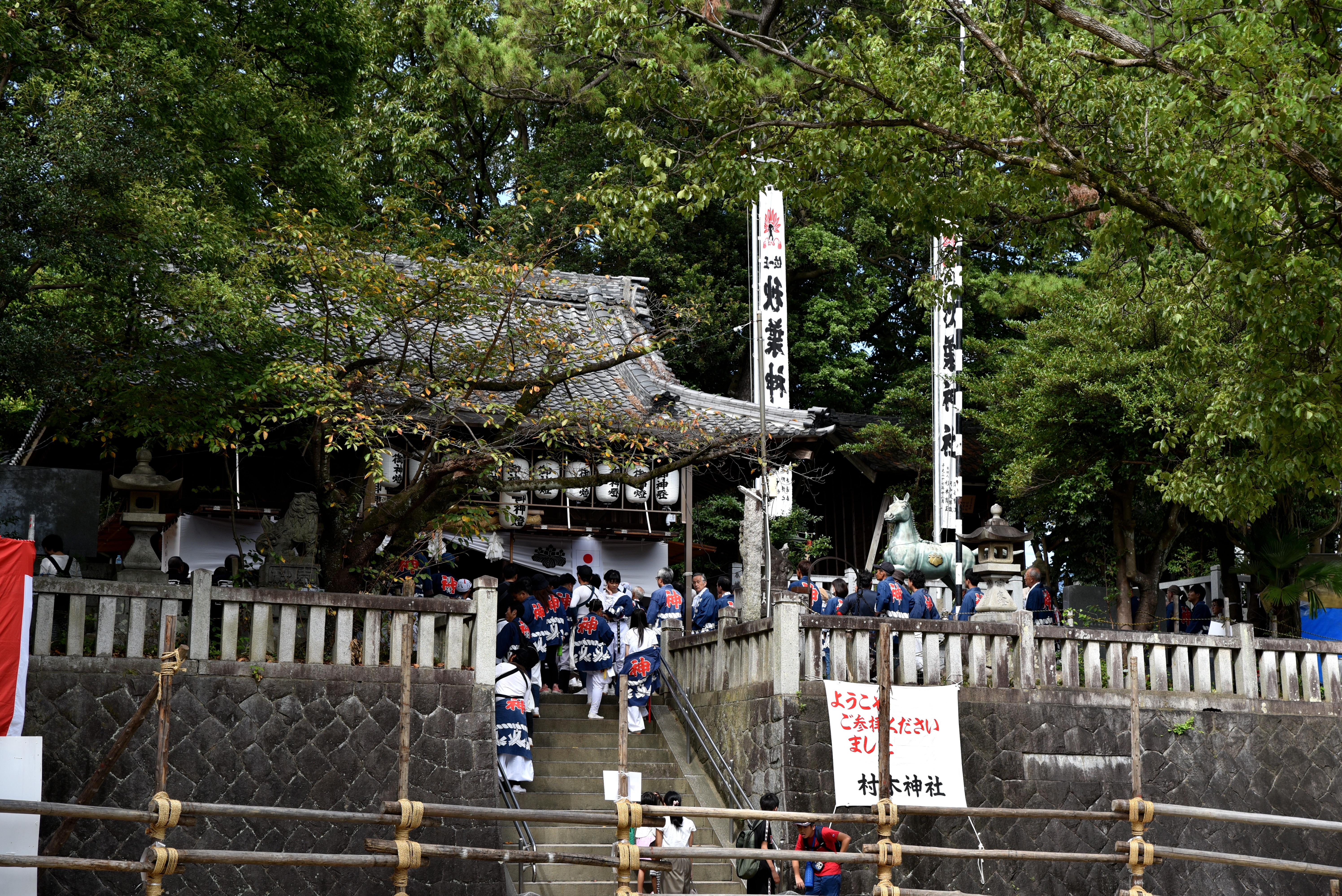
織田信長が本陣を置いたとされる村木神社

村木砦の戦い（むらきとりでのたたかい）は、天文23年1月24日（1554年2月25日）、尾張国で起きた戦い。

## 戦闘前の情勢
天文18年（1549年）、今川氏が三河国安祥城を占領すると、程なく水野信近の刈谷城も一時占領されるなど織田氏は苦境に立たされ、遂に織田信秀と今川義元の間で和議が結ばれて、西三河・知多半島の水野氏は今川氏の傘下に入ることなどが取り決められた。しかし、天文20年（1551年）に信秀が死ぬと後を継いだ信長は和議を破棄して戦いを再開、今川義元が鳴海城の山口教継を傘下に加えれば、織田信長が大給松平氏を離反させるなど、激しいせめぎ合いが続き、その間に水野氏も再び織田方に付くことになった。
今川氏は水野氏を討つために、兵を西三河に進めて鴫原（現・愛知県知立市上重原町）にある重原城の山岡伝五郎を攻め滅ぼし、水野金吾（水野忠分）の緒川城（現・東浦町）攻略へ向け、村木（同・東浦町）に砦を築いた。
これに呼応し、織田方だった寺本城（現・知多市）が今川方に寝返り、信長の居城・那古野城と緒川城の間の道を塞いだ。このため信長は船で海を渡って寺本城を避け、村木砦を背後から攻撃することにした。
信長の留守中、敵対している清洲城の織田信友が那古野城を攻撃することが予想されたため、信長は義父の斎藤道三に使者を送り、援軍を求めた。

## 村木砦の戦い

### 出陣
天文23年1月18日（1554年2月19日）、斎藤道三は安藤守就以下1000人の兵を派遣。これに田宮・甲山・安斎・熊沢・物取新五という5人の家来をつけ、毎日報告をよこすよう命じた。
20日（21日）、安藤は尾張に到着し、那古野城の近く、志賀・田幡（現・名古屋市北区。那古野城はすぐ南の中区）に布陣。信長はすぐ安藤に礼を述べにいった。
翌日に出陣するはずだったが、ここで林秀貞・通具の兄弟が不服を言い、帰ってしまった。信長は気にせず、そのまま出陣。21日、織田軍は熱田に宿泊した。
22日（23日）、渡海する予定だったが、非常な強風だったため船頭・水夫たちが船を出すことに反対した。これに対し信長は無理に船を出させた。織田軍は20里ほどの道程を約1時間で進み、緒川城の近辺に到着。その日は野営をした。
翌日、信長は緒川城へ行って水野信元に会うと、近辺の様子をよく聞き、そのまま城に泊まった。

### 戦闘
24日（25日）払暁、信長は出陣し、辰の刻（8時）から村木砦に攻撃を開始した。信長の本陣は砦の南側に当たる現在の村木神社付近と伝わっている。
砦の構造は、北は要害だが手薄、東は大手門、西は搦手門、南は甕型の非常に大きな堀であった。これに対し織田軍は、東から水野忠分、西から織田信光、そして南から信長が攻撃をかけた。
信長勢は、砦にあった3つの狭間を、鉄砲隊の者たちにそれぞれ受け持ちを決めて担当させ、鉄砲を取り替えては撃たせ、その間に手勢に堀を登らせた。
六鹿という名の者が外郭に一番乗りしたという。
織田軍が攻め続けたことで村木砦側は負傷者・死者が増え、ついに降伏した。織田側にも死者が多数出ており、また薄暗くなってきていたので、信長はこれを受け入れ、後の始末は水野忠分に任せた。信長の小姓にも死者が数多くいて、その惨状に涙したとも伝えられる。
申の下刻（16時20分）ごろ、戦闘は終了した。

## 戦後
翌25日（26日）、信長は寺本城へ手勢を派遣して城下に放火し、那古野城に帰還した。26日（27日）、信長は安藤に礼を言い、27日（28日）に安藤たちは美濃に帰還した。

## 村木砦の戦いを描いた作品（小説）
- 杉山大二郎『 嵐を呼ぶ男！』徳間書店刊